# Centraal Park van Helsinki
Het Centraal Park van Helsinki (Fins: Helsingin keskuspuisto, Zweeds: Helsingfors centralpark) is een park in de Finse hoofdstad Helsinki. Het park loopt van de kust van de Töölönlahti-baai naar de grens van de gemeente Vantaa en is 10 vierkante kilometer groot. Het park is niet aangelegd als een traditioneel park maar is eerder een onderhouden bosgebied met wandelpaden erdoorheen.